# Ritmo de Otoño (Número 30)
Ritmo de Otoño (Número 30) - Autumn Rhythm (Number 30) es una pintura expresionista abstracta del artista estadounidense Jackson Pollock conservada en la colección del Museo Metropolitano de Arte de Nueva York. El trabajo es un destacado ejemplo del estilo de pintura vertida o salpicada desarrollado por Pollock en los años 1947-52 y es a menudo considerada una de sus obras más importantes.

## Creación
Ritmo de Otoño se hizo en el otoño de 1950 en el estudio de Pollock en Springs (Nueva York), como parte de un grupo de pinturas que se exhibieron por primera vez en la Galería Betty Parsons en noviembre–diciembre de 1951. La técnica usada por Pollock en este cuadro, al igual que en otros realizados durante esta parte de su carrera, consistía en trabajar sobre un lienzo sin imprimación tendido en el suelo de su estudio, vertiendo la pintura directamente de la lata o usando varas, pinces muy cargados de pinturas y otras herramientas que le permitían controlar flujos de pintura que vertía y arrojaba sobre el lienzo. Con 17 pies de ancho y 8 pies de alto (unos 5 x 2,5 metros), Ritmo de Otoño es uno de las cuadros más grandes de Pollock.
La creación de Ritmo de Otoño fue parcialmente documentada por Hans Namuth, que fotografió a Pollock trabajando a lo largo de varios meses en 1950. De acuerdo con la historiadora del arte Mónica Bohm-Duchen, las fotografías de Namuth dan idea de la secuencia en la que Pollock fue llenando el lienzo y el orden en el que los colores de la pintura se fueron aplicando a la obra. Pollock comenzó por el tercio derecho de la tela, pintando una madeja de delgadas líneas negras y, a continuación, fue añadiendo pintura de otros colores (principalmente marrones y blanco, con una pequeña cantidad de verde azulado) utilizando varios métodos de goteo y vertido para crear una gran variedad de tipos de líneas y charcos de pintura hasta que la sección empezó a parecerse a su estado final. A continuación pasó a la sección central y finalmente a la parte izquierda, siguiendo el mismo proceso. A lo largo de la realización de la obra, pintó desde todos los lados del lienzo.

## Título y exposición
Pollock tituló a la pintura Número 30 y fue expuesto con ese nombre en la Galería Betty Parsons en 1951 y en el Museo de Arte Moderno, como parte de su exposición 15 estadounidenses, en 1952. De 1947 a 1952, Pollock dio a sus obras números en lugar de títulos con el fin de no distraer a los espectadores con el significado implícito. La numeración de los títulos no parece corresponderse con el orden en el que las obras fueron hechas. Cuando el cuadro fue expuesto en la Galería Sidney Janis en 1955, llevó el título Ritmo de Otoño, sin referencia al número. Pollock no indicó por qué se cambió el título de la pintura; el historiador del arte Timothy J. Clark cree que Ritmo de Otoño fue un título puesto por el propio Pollock, frente a otras obras de este período, que recibieron títulos a sugerencia de un amigo de Pollock, el crítico Clement Greenberg. En 1957, el Museo Metropolitano de Arte adquirió la pintura de Pollock por $20.000 junto con otra obra que ya se encontraba en la colección del Met, Número 17, de 1951. El conservador Robert Beverly Hale fue quien propuso y supervisó la adquisición. Desde entonces, el trabajo ha sido expuesto generalmente como Ritmo de Otoño (Número 30).

## Legado
Los investigadores que han buscado la geometría fractal subyacente en la obra de Pollock han estimado que la dimensión fractal de los patrones de goteo en Ritmo de Otoño es 1.67.

## Leer más
Las siguientes obras se han ocupado de analizar Ritmo de Otoño:
- Geldzahler, Henry (1965). American Painting in the Twentieth Century (en inglés). New York: Metropolitan Museum of Art. OCLC 878548108.
- Rubin, William (March 1967). «Jackson Pollock and the Modern Tradition, Part II». Artforum 5 (7): 28-37. ISSN 0004-3532.
- Johnson, Ellen H. (1995). "Jackson Pollock and Nature" in Modern Art and the Object: A Century of Changing Attitudes. New York: Icon Editions. ISBN 0064302261.
- Varnedoe, Kirk, with Karmel, Pepe (1998). Jackson Pollock (exhibition catalogue). New York: Abrams. ISBN 9780810961937.